# 青春100キロ
『青春100キロ』（せいしゅんひゃっきろ）は、2016年4月9日公開の平野勝之監督による日本のドキュメンタリー映画である。

## 概要
平野勝之監督による異色ドキュメンタリー映画。AV女優・上原亜衣のAV引退作品のうちの1本として企画され、引退作の出演者を一般公募したことを発端に、応募してきた男性の1人が、彼女に会うために100キロの道のりを走る姿をカメラに収めた作品。もともとはアダルトビデオとして制作されていたが、アダルト作品としては売れないだろうということから2016年4月9日から1週間限定上映。しかし青春映画として評判を呼び、アップリンク渋谷では同月30日からの追加上映が決まるなど徐々に上映劇場を広げていった。
アダルトビデオソフトとしてのタイトルは『上原亜衣引退スペシャル 100キロ×中出し 上原亜衣に中出しするために引退現場まで走った孕ませ隊 / 上原亜衣』で本中から2016年4月25日に発売。
タイトルの意味を平野は「青春ってのは、年齢とか性別とか職業じゃないんです」とコメントしている。

## あらすじ
2015年の年末。AV女優・上原亜衣の引退作品6本を3日間費やして撮影するというプロジェクトが開始された。作品には一般公募で集められた素人100人が出演することになっていたが、その中の1人、マラソンが趣味というケイは、そのキャラクター性からピックアップされ、特別な条件が与えられた。それは「2日間で100キロを走ることができたらたら上原亜衣に会える」というもの。上原直筆の応援はちまきを頭に巻き、新宿から山中湖までの100キロを走りだすケイ。そしてそれを自転車で並走し、カメラで映す監督の平野。フルマラソン完走経験があることから最初はケイ本人も含めみんなが楽観視していた。しかしコースを間違え道に迷うケイ。さらにケイを見失う平野。男しか映っておらず、アダルトビデオとして成立しているのか不安がるスタッフ陣。そして振り回される上原亜衣。前代未聞の汗と涙の100キロマラソンが始まった。トラブルに見舞われながらも、なぜ君は諦めずに走るのか。だって会えるチャンスは今回が最後かもしれないから……。

## 登場人物
- 上原亜衣
- ケイ
- 平野勝之
- タイガー小堺
- 智子

## スタッフ
- 監督：平野勝之
- プロデューサー：智子、野田（ともに本中）
- 音楽：ゴールドマン
- 中継ディレクター：榎本靖、小坂井徹
- 協力：カンパニー松尾、岩淵弘樹、桑原広延[5]
- 製作会社：本中
- 協力：HMJM（宣伝・配給協力）
- 配給：本中
- レイティング：R-18（自主レイティング）